# Squadra canadese di Fed Cup
La squadra canadese di Fed Cup rappresenta il Canada nella Fed Cup, ed è posta sotto l'egida della Tennis Canada.
La squadra partecipa alla competizione dal 1963, ed ha conquistato un titolo nel 2023.

## Storia recente
Nel 2010 le canadesi hanno preso parte al Group I della zona Americana sconfiggendo tutte e tre le squadre incluse nel proprio girone (Cuba, Porto Rico e Brasile), la Colombia nello spareggio per l'ammissione ai World Group II Play-offs e, infine, l'Argentina nei World Group II Play-offs, conquistando quindi la promozione al World Group II nel 2011.
Nel 2011 è retrocessa nel gruppo I della zona Americana, la terza categoria della Fed Cup.
Nel 2013, viene promossa agli spareggi per rientrare nel Gruppo Mondiale II: le canadesi battono per 3-2 l'Ucraina, riuscendo così a rientrare nel Gruppo Mondiale II dopo 2 anni.
Nel febbraio 2014, grazie all'apporto di Eugenie Bouchard e Aleksandra Wozniak, il Canada vince la sfida nel Gruppo Mondiale II contro la Serbia (3-1), avendo così modo di disputare i play-off per rientrare nel Gruppo Mondiale. In aprile, trascinate ancora da Bouchard e Wozniak, superano agevolmente la Slovacchia (3-1), riuscendo a guadagnarsi l'approdo al Gruppo Mondiale per il 2015, il primo in assoluto per le nordamericane da quando ci sono le top-8 nella fase finale (2005).
Nel 2015, le canadesi ospitano le campionesse in carica della Repubblica Ceca: Françoise Abanda e Gabriela Dabrowski poco possono fare di fronte alle europee, che travolgono il Canada per 4-0. Nel successivo spareggio per restare nel Gruppo Mondiale, il Canada viene sconfitto per 3-2 dalla Romania, condannando alla retrocessione nel Gruppo Mondiale II la nazionale americana.
Nel 2016, la squadra canadese perde il tie contro la Bielorussia per 3-2, dovendo così disputare lo spareggio per restare nel Gruppo Mondiale II: in tale circostanza, le nordamericane perdono contro la Slovacchia di Dominika Cibulková per 3-2, venendo retrocesse ai gruppi zonali per la prima volta dal 2010.
Nel 2017, il Canada riesce però a vincere il proprio gruppo nella zona Americana, accedendo agli spareggi per rientrare nel Gruppo Mondiale II: con il successo per 3-2 sul Kazakistan, le canadesi ritornano nel Gruppo Mondiale II.
Nel 2018, il Canada perde dalla Romania (1-3) la sfida all'interno del Gruppo Mondiale II. Tuttavia, riesce ad evitare la retrocessione nei gruppi zonali grazie alla vittoria per 3-2 sull'Ucraina, grazie ai successi in singolare di Bouchard e alla vittoria in doppio di Andreescu/Dabrowski.
Nel 2019, una Bianca Andreescu in grande spolvero regala tre dei quattro punti necessari al Canada per battere i Paesi Bassi nella sfida di Gruppo Mondiale II. Nel play-off per tornare nel Gruppo Mondiale, le nordamericane vengono nettamente sconfitte dalla Repubblica Ceca (0-4).
Nei play-off per accedere alle qualificazioni della nuova Billie Jean King Cup 2020-21, le canadesi si impongono sulla Serbia per 4-0, grazie ai trionfi di Leylah Annie Fernandez e Rebecca Marino. Nel play-off per entrare nella fase finale della competizione, il Canada viene sconfitto per 3-1 dalla Svizzera, che poi giungerà fino alla finale.
Nel 2022, il Canada batte per 4-0 la Lettonia, riuscendo così a tornare alla fase finale della competizione per la prima volta dal 2015. Nella fase a gironi, la squadra è inserita nel gruppo A con Svizzera e Italia; nel primo tie, dispone facilmente delle italiane, chiudendo per 3-0; nella sfida decisiva per accedere alle semifinali, il Canada cede il passo alla Svizzera, con Andreescu e Fernandez che perdono entrambi i propri singolari.
Nel 2023, il Canada riesce nuovamente a qualificarsi per la fase finale della Billie Jean King Cup, battendo per 3-2 il Belgio nello spareggio. In novembre, la nazionale nordamericana è inserita nel gruppo C: nel primo tie contro la Spagna, le canadesi trionfano per 3-0, senza cedere alcun set nei tre incontri vinti. Nel match decisivo per l'approdo in semifinale, il Canada supera per 3-0 anche la Polonia, qualificandosi per la sua prima semifinale nella competizione dal 1988. Nella circostanza, il Canada trova una nazionale che ha vinto l'evento per ben 11 volte, la Repubblica Ceca, contro cui ha sempre perso nei 7 precedenti; nel primo incontro, la giovane Marina Stakusic viene battuta nettamente dalla n°10 del mondo Barbora Krejčíková. Nel secondo tie, Leylah Fernandez supera a sorpresa la top-10 e campionessa di Wimbledon Markéta Vondroušová (6-2 2-6 6-3), rimandando al doppio finale il verdetto della sfida. Dabrowski/Fernandez si trovano davanti una delle coppie più forti del doppio femminile, le ex-numero 1 del mondo e pluricampionesse slam Krejčíková / Siniaková: le canadesi ribaltano il pronostico, sconfiggendo le ceche per 7-5 7-6(3), chiudendo la sfida per 2-1 in favore delle nordamericane e regalando al Canada la prima storica qualificazione in una finale di Billie Jean King Cup. Nel tie valevole per il trofeo, il Canada schiera Marina Stakusic nel primo singolare contro la top-50 Martina Trevisan: contro-pronostico, la giovane classe 2004 sconfigge l'italiana per 7-5 6-3, conquiastando il primo punto della finale. Nel secondo match, Leylah Fernandez batte la top-30 Jasmine Paolini (6-2 6-3), portando il risultato finale sul 2-0 e permettendo al Canada di vincere la sua prima Billie Jean King Cup della storia.

## Organico 2023
Aggiornato alla fase finale della Billie Jean King Cup (novembre 2023).
- Gabriela Dabrowski
- Leylah Fernandez
- Marina Stakusic
- Eugenie Bouchard
- Rebecca Marino

## Risultati
= Incontro del Gruppo Mondiale

### 2020-2024
| Anno    | Turno                         | Data         | Sede            | Avversario  | Punteggio | Esito     |
| ------- | ----------------------------- | ------------ | --------------- | ----------- | --------- | --------- |
| 2020-21 | Qualificazioni                | 7–8 febbraio | Bienne (SUI)    | Svizzera    | 0–4       | Sconfitta |
| 2020-21 | Play-off                      | 16–17 aprile | Kraljevo (SRB)  | Serbia      | 4–0       | Vittoria  |
| 2020-21 | Fase finale, Gruppo A         | 1 novembre   | Praga (CZE)     | Francia     | 2–1       | Vittoria  |
| 2020-21 | Fase finale, Gruppo A         | 2 novembre   | Praga (CZE)     | Russia      | 0–3       | Sconfitta |
| 2022    | Qualificazioni                | 15–16 aprile | Vancouver (CAN) | Lettonia    | 4–0       | Vittoria  |
| 2022    | Fase finale, Gruppo A         | 10 novembre  | Glasgow (SCO)   | Italia      | 3–0       | Vittoria  |
| 2022    | Fase finale, Gruppo A         | 11 novembre  | Glasgow (SCO)   | Svizzera    | 1–2       | Sconfitta |
| 2023    | Qualificazioni                | 14–15 aprile | Vancouver (CAN) | Belgio      | 3–2       | Vittoria  |
| 2023    | Fase finale, Gruppo 3         | 8 novembre   | Siviglia (ESP)  | Spagna      | 3–0       | Vittoria  |
| 2023    | Fase finale, Gruppo 3         | 9 novembre   | Siviglia (ESP)  | Polonia     | 3–0       | Vittoria  |
| 2023    | Fase finale, semifinali       | 11 novembre  | Siviglia (ESP)  | Rep. Ceca   | 2–1       | Vittoria  |
| 2023    | Fase finale, finale           | 12 novembre  | Siviglia (ESP)  | Italia      | 2–0       | Campione  |
| 2024    | Fase finale, quarti di finale | 17 novembre  | Malaga (ESP)    | Regno Unito | 0–2       | Sconfitta |